# Xarxa d'Economia Alternativa i Solidària de les Illes Balears
La Xarxa d'Economia Alternativa i Solidària de les Illes Balears (REAS Balears) és una associació sense ànim de lucre d'entitats de l'Economia Solidària constituïda en 1998.
REAS Balears té com a objectiu potenciar l’economia solidària com a instrument per a desenvolupar una societat més justa i sostenible. En 2021 comptava amb 16 organitzacions associades. El 2022 van assolir 18,5 milions d'euors i van moure 1.900 persones entre treballadors i voluntaris.
Pertany a la confederació estatal REAS Red de Redes de Economía Solidaria.